# 軍雞 (電影)
《軍雞》，是香港導演鄭保瑞於2008年拍攝的動作電影，改編自橋本以藏原作、田中亞希夫作畫的日本同名漫畫。於2008年3月6日香港上映。原作者橋本以藏也參與是次劇本編寫。
由于戲中主角余文樂殺父母、被人雞姦等過激爭議性場面的出現，而引起話題。

## 演員
- 余文樂 飾 成嶋亮
- 劉心悠 飾 小惠
- 吳鎮宇 飾 黑川健兒
- 魔裟斗 飾 菅原直人
- 裴唯瑩 飾 成嶋夏美
- 梁小龍 飾 望月謙介
- 郭品超 飾 山崎龍一
- 石橋凌 飾 佐伯
- 關  穎 飾 萌美

## 工作人員
- 導演：鄭保瑞
- 原作：《軍雞》橋本以藏、田中亞希夫（作畫）（雙葉社出版）
- 編劇：司徒錦源、橋本以藏
- 監製：梁德森、米山紳（藝博集團）、橋本以藏、尾越浩文（波麗佳音）、加藤東司（藝博集團）
- 出品人：松下順一
- 攝影指導：馮遠文 (HKSC)
- 剪接：鄺志良 (HKSE)
- 動作指導：黃偉亮
- 美術指導：張世宏
- 原創音樂：盧偉華

## 入圍
第四十四屆金馬獎榮獲提名
- 最佳改編劇本：司徒錦源、橋本以蔵
- 最佳動作設計：黃偉亮
- 最佳攝影：馮遠文

## 外部參考
- 開眼電影網上《軍雞》的資料（繁體中文）
- 香港影庫上《軍雞》的資料（繁體中文）
- 时光网上《軍雞》的資料（简体中文）
- 豆瓣电影上《軍雞》的資料 （简体中文）
- 爛番茄上《軍雞》的資料（英文）
- AllMovie上《軍雞》的资料（英文）
- 互联网电影数据库（IMDb）上《軍雞》的资料（英文）